# Puplinge

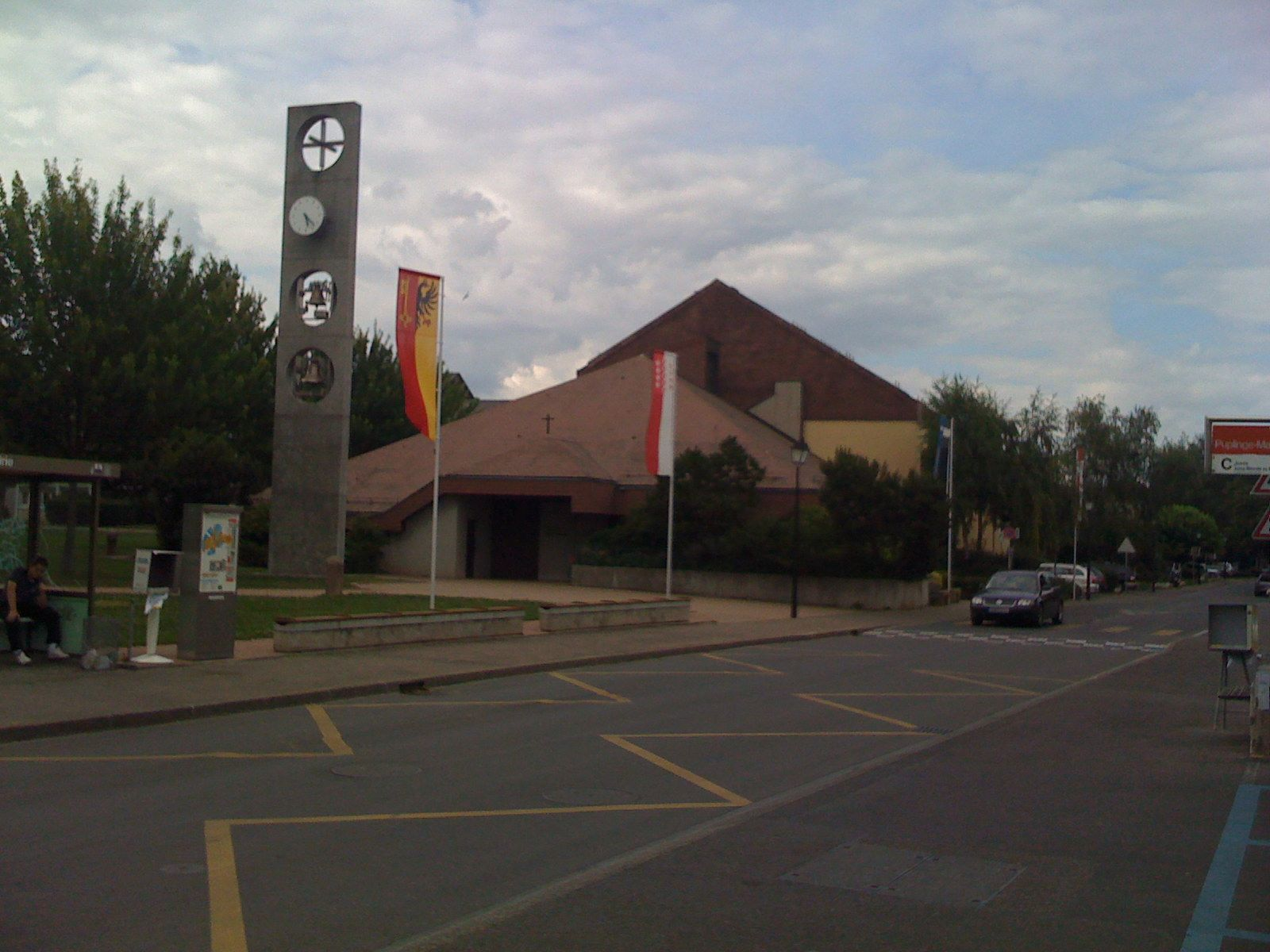
Église de Puplinge

Puplinge est un village et une commune suisse du canton de Genève.

## Géographie

### Localisation
Le territoire de Puplinge s'étend sur 2,66 km2. Lors du relevé de 2013-2018, les surfaces d'habitations et d'infrastructures représentaient 28,1 % de sa superficie, les surfaces agricoles 67,0 %, les surfaces boisées 3,7 % et les surfaces improductives 0,4 %.
La commune comprend également le hameau des Petoux, de Cornière et le quartier de Mon-Idée. Elle est limitrophe de Choulex, Presinge et Thônex, ainsi que de la France (Ville-la-Grand et Annemasse).

### Transports
La commune de Puplinge est desservie par les lignes de bus 31, 32, 33 et 37 et par le service de transport à la demande tpgFlex des Transports publics genevois (TPG). De plus, la ligne scolaire C3 traverse Puplinge par le même itinéraire que la ligne 37.
Actuellement, la commune possède neuf arrêts sur son territoire : « Puplinge, Aumônes », « Puplinge, Brolliets », « Puplinge, Cornière », « Puplinge, Frémis », « Puplinge, Grésy », « Puplinge, L'Avenir », « Puplinge, Les Petoux », « Puplinge, mairie » et « Puplinge, Marquis ».

## Histoire
Le traité de Turin de 1816 attribue la moitié nord de Ville-la-Grand à Genève. Cette partie à laquelle est ajouté le nord-ouest de Juvigny est érigée en commune. 
Le 9 novembre 1850, la commune est divisée en communes de Presinge et de Puplinge.

## Politique

### Administration
L'exécutif de la commune de Puplinge compte trois membres: le maire de la commune et deux adjoints. Les membres sont élus pour une période de cinq ans. L'exécutif de la commune, entré en fonction le 1er juin 2020, se compose de la façon suivante :
| Identité         | Étiquette      | Étiquette | Fonction | Dicastères |
| ---------------- | -------------- | --------- | -------- | --- |
| Gilles Marti     | GIC            |           | Maire    | Administration générale (délégué) Bâtiments (délégué) Sécurité (délégué) Mobilité (délégué) Agriculture et Aménagement du territoire (délégué) Gestion des eaux (délégué) Information et Sociétés communales (délégué) |
| Nicolas Nussbaum | GIC            |           | Adjoint  | École et Parascolaire (délégué) État civil et Nauturalisations (délégué) Finances et Logement (délégué) Taxe Professionnelle communale (délégué)                                                                       |
| Jérôme Grand     | Puplinge Bouge |           | Adjoint  | Culture (délégué) Sports (délégué) Cohésion sociale (délégué) Voirie (délégué) Énergie (délégué) |

Le conseil municipal de Puplinge (pouvoir législatif de la commune) compte 17 membres. Les conseillers municipaux sont élus pour une période de cinq ans. Le Conseil municipal exerce des fonctions délibératives et consultatives mais il ne peut pas rédiger des lois. À la suite des élections municipales du 23 mars 2025, le conseil municipal est renouvelé et est représenté de la manière suivante :
| Parti                               | Voix | Suffrages en % | +/-  | Sièges | +/- |
| ----------------------------------- | ---- | -------------- | ---- | ------ | --- |
| Groupement interêts communaux (GIC) | 432  | 52,00%         | 4,71 | 9 / 17 | 1   |
| Puplinge Bouge                      | 329  | 48,00%         | 4,71 | 8 / 17 | 1   |

### Liste des maires
| Période                                  | Période     | Identité         | Étiquette | Qualité                         |
| ---------------------------------------- | ----------- | ---------------- | --------- | ------------------------------- |
| Les données manquantes sont à compléter. |             |                  |           |                                 |
| 1er juin 1975                            | 31 mai 1999 | Denis Choisy     |           |                                 |
| 1er juin 1999                            | 31 mai 2011 | Michel Pitteloud | GIC       |                                 |
| 1er juin 2011                            | en cours    | Gilles Marti     | GIC       | Adjoint au maire de 1999 à 2011 |

## Population et société

### Gentilé et surnom
Les habitants de la commune s'appellent les Puplingeois et leur sobriquet est les Patenailles (signifiant « carottes » en patois genevois).

### Démographie

#### Évolution de la population
La commune compte 2 558 habitants au 31 décembre 2023 pour une densité de population de 962 hab/km2. Sur la période 2010-2023, sa population a augmenté de 25,9 % (canton : 14,6 % ; Suisse : 9,4 %).  

#### Pyramide des âges
En 2023, le taux de personnes de moins de 30 ans s'élève à 34,5 %, au-dessus de la valeur cantonale (33,7 %). Le taux de personnes de plus de 60 ans est quant à lui de 24,2 %, alors qu'il est de 22,2 % au niveau cantonal.
La même année, la commune compte 1 205 hommes pour 1 353 femmes, soit un taux de 47,1 % d'hommes, inférieur à celui du canton (48,3 %).
| Hommes | Classe d’âge | Femmes |
| ------ | ------------ | ------ |
| 0,3    | 90 ans ou +  | 0,9    |
| 8,4    | 75 à 89 ans  | 10,4   |
| 12,9   | 60 à 74 ans  | 15,5   |
| 19,1   | 45 à 59 ans  | 19,2   |
| 23,3   | 30 à 44 ans  | 20,9   |
| 15,6   | 15 à 29 ans  | 16,0   |
| 20,3   | - de 14 ans  | 17,1   |

| Hommes | Classe d’âge | Femmes |
| ------ | ------------ | ------ |
| 0,7    | 90 ans ou +  | 1,5    |
| 6,5    | 75 à 89 ans  | 8,8    |
| 13,0   | 60 à 74 ans  | 13,8   |
| 21,7   | 45 à 59 ans  | 21,5   |
| 22,9   | 30 à 44 ans  | 22,4   |
| 18,6   | 15 à 29 ans  | 17,2   |
| 16,7   | - de 14 ans  | 14,8   |

## Complexe pénitentiaire
La commune accueille sur son territoire plusieurs établissements pénitentiaires genevois. À la fin des années 1970, c'est d'abord la prison de Champ-Dollon qui est construite sur le territoire communal (inauguration en 1977). Plus récemment, deux nouveaux établissements ont été inaugurés : l'établissement fermé de la Brenaz (inauguration en 2008 avec une extension en 2015) et l'établissement fermé Curabilis (inauguration en 2014). Les trois établissements réunis comptent 1 132 places de détention et accueillent des détenus dans tous les régimes (détention avant jugement, exécution de peine, traitement thérapeutique institutionnel).
En 2016, le conseiller d'état Pierre Maudet annonce son intention de construire un nouvel établissement de 450 places sur le site des Dardelles, contigüe au complexe existant,. Voulu pour décharger la prison de Champ-Dollon en surpopulation carcérale chronique, le projet est attaqué par des élus cantonaux qui dénoncent l'orientation carcérale de la politique genevoise et le coût des travaux,,,. De son côté, le conseiller d'état défend la nécessité pour le canton de construire de nouvelles places de détention modernes et intégrées dans une planification pénitentiaire globale. En 2019, les débats parlementaires laissent entrevoir un redimensionnement du projet avec un établissement de 200 places.
La présence des établissements engendrent une série de désagréments pour les habitants de la commune, comme du bruit et l'empiètement du complexe sur les zones forestières communales. Pour préserver le confort de vie des habitants, plusieurs mobilisations ont lieu afin de limiter les nuisances engendrées par les extensions du complexe,. Par exemple, une association locale a contraint l'État de Genève à réaliser des aménagements et une replantation forestière lors de l'extension de l'établissement de la Brenaz en 2014.

## Culture et patrimoine

### Héraldique
| Blason | Blasonnement : D'azur à deux fasces ondées d'argent, au pal d'or brochant sur le tout. Commentaires : Les armoiries décidées en 1924 symbolisent les deux cours d'eau, la Seymaz et le Foron, qui délimitent la commune. Le pal d'or évoque l'ancien chemin des Princes reliant le pont d'Ambilly au pont Bochet et à la route cantonale de Jussy. |

### Folklore et manifestations
Puplinge est un village connu pour sa fête de l'artisanat et celle des Patenailles, qui se tiennent une année sur deux. En 2016, les Patenailles, soit la fête des carottes, a été arrêtée[réf. nécessaire]. Une fête villageoise sous le nom de « Vogue Puplinge » a repris le flambeau en 2023, accueillant plus de 1 500 personnes des communes limitrophes.
Le Festival Puplinge Classique est un évènement phare de l'été depuis 2010, avec 12 concerts par édition.